# Dipturus acrobelus
Dipturus acrobelus  (лат.) — вид хрящевых рыб семейства ромбовых скатов отряда скатообразных. Обитают в восточной части Индийского и юго-западной части Тихого океанов. Встречаются на глубине до 1328 м. Их крупные, уплощённые грудные плавники образуют диск в виде ромба со удлинённым и заострённым рылом. Максимальная зарегистрированная длина 137,1 см. Откладывают яйца. Не являются объектом целевого промысла.

## Таксономия
Впервые вид был научно описан в 2008 году. Голотип представляет собой неполовозрелого самца длиной 84 см, пойманного у берегов Тасмании (41°33′ ю. ш. 148°42′ в. д.) на глубине 905—990 м. Паратипы: самки длиной 21,4—135 см, взрослый самец длиной свыше 89 см и неполовозрелые самцы длиной 24,2—41,3 см, пойманные там же на глубине 770—1328 м; неполовозрелый самец длиной 46,4 см, пойманный в Большом Австралийском заливе на глубине 876—923 м; самки длиной 50,6—105,5 см и неполовозрелый самец длиной 21,3 см, пойманные в водах Нового Южного Уэльса на глубине 485—925 м; самки длиной 20,2—57,4 см, пойманные у побережья Виктории на глубине 502—1060 м и самец и самка длиной 21,9 см и 21,4 см, пойманные у берегов Южной Австралии на глубине 800—820 м.

## Ареал
Эти батидемерсальные скаты являются эндемиками вод Австралии (Виктория, Южная Австралия, Тасмания, Новый Южный Уэльс, Западная Австралия). Встречаются на глубине от 446 до 1328 м. В основном между 800 и 1000 м.

## Описание
Широкие и плоские грудные плавники этих скатов образуют ромбический диск с округлым рылом и закруглёнными краями. На вентральной стороне диска расположены 5 жаберных щелей, ноздри и рот. На длинном хвосте имеются латеральные складки. У этих скатов 2 редуцированных спинных плавника и редуцированный хвостовой плавник.
Ширина диска в 1,1—1,2 раза больше длины и равна 66—71 % длины тела. Узлинённое и заострённое рыло образует угол 60—74°. Длина хвоста составляет 0,7—1 расстояния от кончика рыла до клоаки. Хвост тонкий, имеет округлое сечение, в средней части слегка расширяется. Ширина хвоста в средней части равна 1,6—1,8 его высоты и 1,4—1,8 у основания первого спинного плавника. Расстояние от кончика рыла до верхней челюсти составляет 24—27 % длины тела и в 3—3,4 раза превосходит дистанцию между ноздрями. Длина головы по вентральной стороне равна 35—38 % длины тела. Длина рыла в 5,4—7 превосходит, а диаметр глаза равен 55—92 % межглазничного пространства. Высота первого спинного плавника в 1,2—2,1 раза больше длины его основания. Расстояние между началом основания первого спинного плавника и кончиком хвоста в 3—4,2 раза превосходит длину его основания и в 2,6—3,5 длину хвостового плавника. Брюшные плавники среднего размера. Передний край крупных особей (>135 см) вне зависимости от пола покрыт колючей полосой. В затылочной области имеются 1—3 шипа, маларные колючки хорошо развиты, у самцов хвост покрыт 1—3 рядами колючек (боковые ряды развиты хуже центрального). У самок имеются дополнительные дорсолатеральные и иногда вентролательные ряды колючек (в общей сложности до 7 рядов). Грудные плавники образованы 83—88 лучами. Количество позвонков 130—141. На верхней челюсти имеются 35—41 зубных рядов. Дорсальная поверхность диска коричневого или серого цвета. Вентральная поверхность тёмно-коричневая или черноватая, иногда крапчатая. Кончик рыла более тёмный, чем основной фон. Верхняя губа как правило имеет чёрную окантовку. Чувствительные поры, расположенные на вентральной стороне диска, очень маленькие, со слегка тёмными краями. У мелких особей (<57 см) спинные и хвостовой плавники, кончик хвоста, края брюшных плавников и задний край грудных плавников чёрные. Максимальная зарегистрированная длина 137,1 см.

## Биология
Подобно прочим ромбовым эти скаты откладывают яйца, заключённые в жёсткую роговую капсулу с выступами на концах. Эмбрионы питаются исключительно желтком. Самцы достигают половой зрелости при длине 89—95 см. Наименьшая свободноплавающая особь имела длину 20,2 см.

## Взаимодействие с человеком
Эти скаты не являются объектом целевого промысла. Потенциально могут попадаться в качестве прилова. Ранее пойманных скатов выбрасывали за борт, однако из-за возросшего спроса крупных особей сохраняют для продажи на местных рынках. Международный союз охраны природы присвоил виду охранный статус «Вызывающий наименьшие опасения».